# Delano Peak
Delano Peak je hora ve středním až jihozápadním Utahu, na hranicích Piute County a Beaver County. Má nadmořskou výšku 3 710 m.
Delano Peak je nejvyšší horou pohoří Tushar Mountains a celé oblasti centrální utažské náhorní plošiny.
Vrchol hory leží 14 kilometrů západně od silnice U.S. Route 89 a 25 kilometrů východně od Interstate 15. Oblast je součástí národního lesa Fish Lake National Forest.